# Halichoeres cosmetus
Halichoeres cosmetus е вид бодлоперка от семейство Labridae. Видът не е застрашен от изчезване.

## Разпространение и местообитание
Разпространен е в Британска индоокеанска територия, Йемен, Индия, Индонезия, Кения, Коморски острови, Мавриций, Мадагаскар, Майот, Малдиви, Мозамбик, Реюнион, Сейшели, Сомалия, Танзания и Южна Африка.
Обитава океани, морета и рифове. Среща се на дълбочина от 2 до 31 m, при температура на водата от 25,1 до 27,4 °C и соленост 35 – 35,1 ‰.

## Описание
На дължина достигат до 13 cm.